# Margaret Mitchell (cientista)
Margaret Mitchell é uma cientista da computação que trabalha com viés algorítmico e justiça no aprendizado de máquina. Ela é mais conhecida por seu trabalho na remoção automática de vieses indesejados relativos a grupos demográficos de modelos de aprendizado de máquina, bem como relatórios mais transparentes de seu uso pretendido.

## Educação
Mitchell obteve um diploma de bacharel em Linguística pelo Reed College, Portland, Oregon, em 2005. Depois de ter trabalhado como assistente de pesquisa na OGI School of Science and Engineering por dois anos, ela obteve um mestrado em Linguística Computacional pela Universidade de Washington, em 2009. Ela se matriculou em um programa de doutorado na Universidade de Aberdeen, onde escreveu uma tese de doutorado sobre o tema Gerando Referência para Objetos Visíveis, graduando-se em 2013.

## Carreira e pesquisa
Em 2012, Mitchell ingressou no Human Language Technology Center of Excellence da Johns Hopkins University como pesquisadora de pós-doutorado, antes de assumir um cargo na Microsoft Research, em 2013. Posteriormente, ela trabalhou na Google, onde fundou e co-liderou a equipe de Inteligência Artificial Ética junto com Timnit Gebru até sua demissão, em fevereiro de 2021.
Mitchell é mais conhecida por seu trabalho sobre justiça no aprendizado de máquina e métodos para mitigar o viés algorítmico. Isso inclui seu trabalho na introdução do conceito de 'Cartões de Modelo' para relatórios de modelo mais transparentes, e métodos para desvirtuar modelos de aprendizado de máquina usando aprendizado contraditório. Margaret Mitchell criou a estrutura para reconhecer e evitar vieses testando com uma variável para o grupo de interesse, preditor e adversário.
Na Microsoft, Mitchell foi a líder de pesquisa do projeto Seeing AI, um aplicativo que oferece suporte para deficientes visuais por meio de narração de textos e imagens. Em fevereiro de 2018, ela deu uma palestra no TED sobre 'Como podemos construir IA para ajudar os humanos, não nos machucar'.
Ela teve a oportunidade de começar um novo trabalho como Cientista de Pesquisa Sênior na Google Research and Machine Intelligence em novembro de 2016.
Em fevereiro de 2021, seu emprego na Google, onde ela co-liderou a equipe de Inteligência Artificial Ética com Timnit Gebru, foi encerrado.   Sua demissão ocorreu após uma investigação de cinco semanas da Google, que alega que ela violou o código de conduta e as políticas de segurança da empresa. Isso ocorreu apenas algumas semanas após a controversa saída de sua ex-co-líder da equipe, Timnit Gebru, em dezembro de 2020. Antes de sua demissão, Mitchell havia sido uma ávida defensora da diversidade na Google e havia manifestado preocupações sobre a censura de pesquisas na empresa.
Durante o outono de 2021, ela se junta à empresa Hugging Face.

## Liderança
Mitchell é membro da Partnership on AI e defensora da diversidade na tecnologia. Ela é co-fundadora da Widening NLP, uma comunidade de mulheres e outros pesquisadores sub-representados que trabalham em processamento de linguagem natural e um grupo de interesse especial dentro da Association for Computational Linguistics .